# Gymnoscelis biangulata
Gymnoscelis biangulata är en fjärilsart som beskrevs av Swinhoe 1902. Gymnoscelis biangulata ingår i släktet Gymnoscelis och familjen mätare. Inga underarter finns listade i Catalogue of Life.